# Lawrie Glacier
Lawrie Glacier är en glaciär i Antarktis. Den ligger i Västantarktis. Argentina, Chile och Storbritannien gör anspråk på området. Lawrie Glacier ligger 552 meter över havet.
Terrängen runt Lawrie Glacier är kuperad åt sydost, men åt nordväst är den bergig. Trakten är obefolkad. Det finns inga samhällen i närheten.